# Alianza Global para una Banca con Valores
La  Alianza Global para una Banca con Valores (Global Alliance for Banking on Values, GABV, por sus siglas en inglés) es una asociación independiente de "bancos basados en valores" con la misión compartida de utilizar las finanzas para obtener resultados positivos en materia ambiental, social y de gobierno corporativo (ESG).. La GABV está formada por más de 60 bancos, cooperativas de crédito e instituciones de microfinanzas miembros, procedentes de un total de 44 países. El grupo cuenta con 16 socios de apoyo. Su sede se encuentra en Ámsterdam, Países Bajos.
Marcos Eguiguren, de GABV, dijo que la banca basada en valores significa poner "a las personas antes que a las ganancias".
Estos son bancos que utilizan el dinero para generar desarrollo económico, social y ambiental. Se diferencian de los bancos tradicionales en función de dónde ponen el dinero de sus clientes, cómo gestionan los préstamos, por ejemplo, proporcionando préstamos y servicios a proyectos, personas y empresarios sostenibles, y evitando invertir dinero en la economía puramente financiera y especulativa, apoyando a sus comunidades locales y al medio ambiente, y por la forma en que tratan a su personal y clientes.

## Historia
La GABV fue fundada en 2009. Sus miembros fundadores fueron Triodos Bank, ShoreBank, BRAC Bank, Mibanco Perú, Alternative Bank Switzerland, Merkur Bank, GLS Bank, Banca Ética Adriatica, New Resource Bank  y XacBank. En 2010, la empresa celebró su primera reunión anual en Bangladesh. 
La Declaración de Lima de 2011 exigió que los bancos basados en el valor fueran reconocidos a través de una regulación apropiada y no se vieran afectados negativamente por las regulaciones destinadas a abordar cuestiones relacionadas con los bancos convencionales.
El año 2013 dio lugar al primer Día Internacional de la Banca en Valores, la creación de los capítulos regionales de Europa y América del Norte, así como la Declaración de Berlín 
En 2014, se puso en marcha el cuadro de mando de la GABV, un conjunto de métricas de impacto comunes que permite a los bancos informar sobre su impacto social en un banco a través de un método armonizado.
La novena cumbre se celebró en  Katmandú, Nepal, en 2017. Esta reunión concluyó con la Declaración de Katmandú, un compromiso con un impacto social positivo a largo plazo para la renovación de todo el sistema bancario.
En noviembre de 2022, BRAC Bank organizó la 13.ª cumbre presencial del grupo en Dhaka, Bangladesh.

## Miembros
- Alternative Bank Switzerland
- Amalgamated Bank
- Bank Australia
- Bank Muamalat
- Beneficial State Bank
- BRAC Bank Limited
- Centenary Bank
- Cultura Sparebank
- Ecology Building Society
- ESAF Small Finance Bank
- GLS Bank
- Kindred Credit Union
- Lift Above Poverty Organization
- MagNet Bank
- National Cooperative Bank
- SDB bank
- Southern Bancorp
- Triodos Bank
- Unity Trust Bank
- Vancity
- Vdk bank
- Verity Credit Union